# Hein Verbruggen
Hein Verbruggen (ur. 21 czerwca 1941 w Helmond, zm. 14 czerwca 2017 w Leuven) – holenderski działacz kolarski, prezydent Union Cycliste Internationale.

## Życiorys
W latach 1984–1991 kierował Międzynarodowym Związkiem Kolarstwa Zawodowego, zaś w latach 1991–2005 był prezydentem Union Cycliste Internationale. Na okres jego urzędowania przypadło między innymi wprowadzenie kolarstwa zawodowego do grona sportów olimpijskich. W latach 1996–2008, Verbruggen wchodził w skład Międzynarodowego Komitetu Olimpijskiego. Zmarł 14 czerwca 2017 roku w Leuven na białaczkę, na którą chorował w ostatnim okresie swojego życia.